# Linolzuur
Linolzuur (van het Griekse linon, vlas) is een tweevoudig onverzadigd, essentieel, omega 6-vetzuur en komt voornamelijk voor in zonnebloemolie en maisolie. Er is een type saffloer dat een hoog gehalte aan linolzuur heeft, maar weinig wordt geteeld.

## Geschiedenis
Toen linolzuur werd ontdekt (1929) dacht men eerst dat het een vitamine was (en kreeg het zelfs al de naam vitamine F). Het is echter geen vitamine maar een bouwstof.

## Chemische eigenschappen
Linolzuur bevat 18 koolstofatomen en twee onverzadigde bindingen tussen het 6-7 en 9-10 koolstofatoom geteld vanaf het koolstofatoom op het einde (CH3-). Vandaar de benaming n-6 vetzuur hoort tot omega 6-vetzuren. Notatie is C18:2 n-6 (zie vetzuur).
Een bijzondere isomeer is geconjugeerd linolzuur waaraan bijzondere eigenschappen worden toegedicht. Bij een geconjugeerd systeem is er sprake van een organische verbinding met afwisselend een onverzadigde verbinding en een verzadigde verbinding.

## Nut en noodzaak
Linolzuur is een essentieel vetzuur voor mensen en zoogdieren, wat betekent dat het lichaam het niet zelf kan maken, maar wel nodig heeft.

### Werking
Uit linolzuur wordt in het lichaam arachidonzuur gemaakt, waaruit weer prostaglandinen, tromboxanen en leukotriënen worden gesynthetiseerd, een verzameling van enige tientallen hormoonachtige lipiden die onder andere bij de bloedstolling, ontstekings- en immunologische reacties een rol spelen. Linolzuur, arachidonzuur en andere langeketenvetzuren die uit arachidonzuur worden gemaakt, zijn tevens belangrijke bouwstenen van celmembranen, met name in de hersenen en de retina. 
Linolzuur kan de proteïnekinase mTORC1 activeren, die groei- en voedingssignalen coördineert.

### Cholesterol
Wanneer meer linolzuur in de voeding voorkomt, wordt over het algemeen het cholesterolgehalte in het bloed lager. Dit doet linolzuur beter dan oliezuur en linoleenzuur, beide ook onverzadigde vetzuren. Er is lang gedacht dat linolzuur ontstekingsbevorderend zou zijn, terwijl linoleenzuur juist ontstekingsremmend zou werken. Deze gezondheidsclaims op het gebied van ingrediënten in de voeding roepen in de wetenschap nog steeds twijfel op. Vanwege het veronderstelde effect zijn er margarines op de markt gebracht die rijk aan linolzuur waren, met de claim van cholesterolverlaging als ze worden gebruikt in plaats van andere vetbronnen. Er zijn recent nog andere types margarine op de markt gebracht die plantaardige sterolen bevatten, en het cholesterolgehalte ook echt actief kunnen verlagen. Deze margarines bevatten meestal echter transvetten, die het voordeel dat fytosterolen bieden weer opheffen. Deze fytosterolen kunnen echter eenvoudig verkregen worden uit andere plantaardige bronnen, zoals (in volgorde van fytosterol gehalte) : rijstolie, sesamolie en zonnebloemolie

### Vergelijkbare stoffen
Er is nog 1 ander essentieel vetzuur, alfalinoleenzuur, dat behoort tot de omega 3-vetzuren. Van dit vetzuur is in verhouding 2 tot 3 maal zoveel nodig als linolzuur. Lijnzaadolie, sacha-inchiolie en chiazaadolie zijn rijke bronnen van alfalinoleenzuur.

### Dosering
Voor optimale groei en conditie is 1-2 procent van de energie-inname per dag in de vorm van linolzuur nodig. Dit komt bij een volwassene met een energie-inname van 2500 kcal per dag neer op ongeveer 2,5 à 5 gram.
Gebrek aan linolzuur leidt tot een rode schilferige huid en verhoogde waterdoorlaatbaarheid van de huid, en potentieel tot een groot aantal andere klachten. Er is in de westerse wereld echter eerder een overconsumptie van linolzuur en andere omega 6 vetten dan een gebrek, vooral ten opzichte van omega 3 consumptie.

## Voorkomen
Saffloerolie heeft van alle planten het hoogste gehalte aan linolzuur (ca. 65–70%). Zonnebloemolie bevat afhankelijk van het zonnebloemenras tot 63%. Hennepolie bevat 50-70% en rijstolie 39%. Olijfolie bevat slechts 8% linolzuur.
Er bestaan echter zonnebloem- en saffloerrassen die een hoger oliezuur dan linolzuurgehalte hebben.
Arachidonzuur, eveneens een ontstekingsbevorderend langeketen n-6 vetzuur komt voornamelijk voor in vlees en eieren.